# LNWR classe Experiment (Webb)
La Classe Experiment (première du nom) du London and North Western Railway est un modèle de locomotives à vapeur de disposition d'essieux 1110 (2-2-2-0 dans la nomenclature britannique). Premier modèle de locomotive compound développé par l'ingénieur Webb pour le LNWR, la série introduit un arrangement à trois cylindres et tire sa disposition d'essieux atypique de l'absence de bielle de liaison, chaque essieu moteur de ces locomotives apparentées aux Porter (120) étant seulement entraîné par les pistons de leurs cylindres respectifs. Livrées entre 1882 et 1884, elles sont démolies après le départ à la retraite de leur concepteur.

## Historique

### Origines
En 1880, le London and North Western est déjà l'une des compagnies anglaises dont le réseau et le nombre de locomotives sont parmi les plus importants de Grande-Bretagne. En poste depuis 1871, l'ingénieur en chef Francis Webb (en) a mis au point plusieurs séries de locomotives pour le LNWR.
Les trains de voyageurs les plus rapides, dont les prestigieux express acheminant courrier et passagers vers l'Écosse et les ports transatlantiques, sont remorqués par cinq séries de locomotives :
- Les Problem (ou Lady of the Lake) de disposition 111 mises au point par John Ramsbottom en 1859 et construites à 60 exemplaires jusque 1865 ;
- Les Bloomer de 1851-1862, trois séries de disposition 111 remontant à une époque où le LNWR était divisé en deux divisions, James McConnell étant responsable de la division sud ;
- Les Newton de 1866-1873 de disposition 120, d'abord créées par Ramsbottom pour les lignes accidentées où les locomotives à un essieu moteur se montraient démunies et dont Francis Webb poursuit la production ;
- Les Precursor, premier modèle voyageurs conçu par Webb qui combine une chaudière nouvelle avec deux paires de roues au diamètre réduit afin de circuler sur les rampes entre Crewe et Carlisle ;
- Les Precedent, également apparues en 1874, dotées de roues de 2,06 m pour circuler sur les lignes plus faciles.

Bien que déjà anciennes, les Problem class font preuve de hautes performances lorsqu'elles remorquent des trains légers, dépassant les 80 mph (130 km/h). L'absence de second essieu limite les masses non-suspendues en mouvement par rapport aux 120 des classes Newton et Precedent. Ces dernières comme la plupart des locomotives anglaises de l'époque ont des cylindres intérieurs agissant sur le premier essieu moteur, coudé, avec de longues bielles extérieures transmettant l'effort au second essieu moteur. Les mouvements parasites et le réglage très délicat de l'essieu coudé laisse laissent songeur Francis Webb, à la recherche de davantage de puissance.
À la même époque, la locomotive compound vient d'être mise au point, employant un principe déjà utilisé dans les moteurs de navires et machines fixes où la vapeur passe successivement dans plusieurs cylindres de pression décroissante, augmentant l'efficience. Plusieurs prototypes avaient été essayés au Royaume-Uni dès les années 1850 mais sans succès et c'est seulement en 1876 qu'Anatole Mallet crée les premières machines réussies.
En 1878, Francis Webb transforme la locomotive Medusa de la classe Bloomer en prototype compound. Comme la locomotive d'Anatole Mallet, c'est une compound à deux cylindres.

### Mise au point

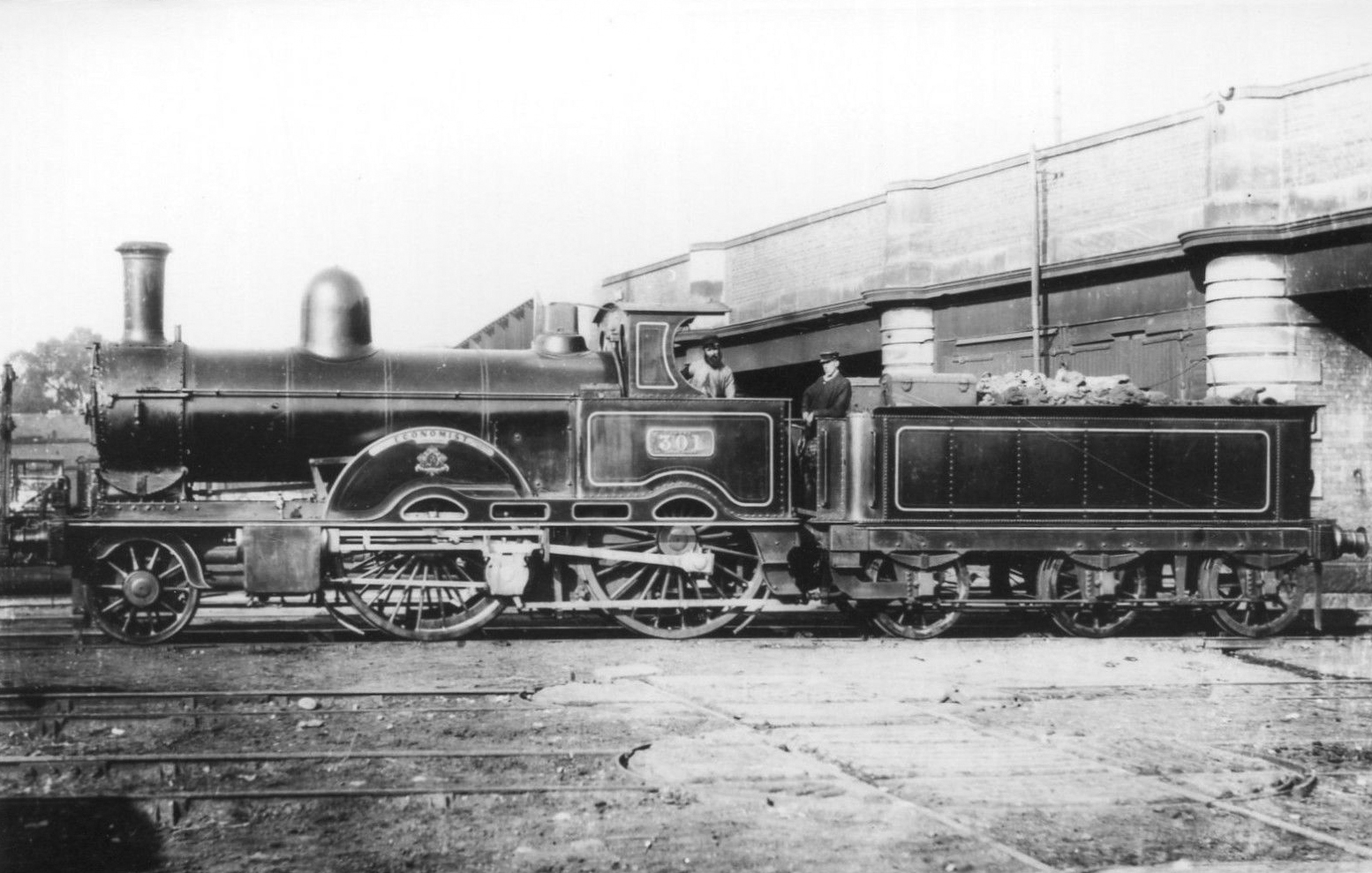
La no 301 Economist.

L'un des défauts des locomotives compound à deux cylindres est la difficulté d'équilibrer les mouvements causés par les à-coups de deux cylindres asymétrique ; en France, les locomotives ainsi équipées étaient surnommées boiteuses. Cherchant justement à utiliser le système compound sur des locomotives de vitesse pour lesquelles la stabilité est primordiale, Webb trouve la solution en dotant le nouveau modèle de deux cylindres à haute pression (un de chaque côté) amenant la vapeur dans unique cylindre basse pression placé sous la boîte à fumée ; les cylindres HP ont 13 pouces de diamètre (330 mm) et le cylindre BP 26 pouces (660 mm). Chaque cylindre dispose de sa propre distribution, système Joy sans excentriques. Positionné au-dessus de l'essieu porteur, le cylindre intérieur à basse pression attaque le premier essieu moteur tandis que les cylindres extérieurs, plus en arrière, actionnent le second essieu moteur.
Malgré leur conception novatrice, ces locomotives reprennent le type de chaudière des locomotives à simple expansion de la classe Precedent ainsi que les roues motrices de 6 pieds 9 pouces (2 090 mm),. Le timbre (pression de la chaudière) est de 150 psi (10,2 atm) au lieu de 140 et la porte de la boîte à fumée est encore de l'ancien modèle, pivotant vers le bas. La disposition de l'essieu porteur, le tender et l'abri des machinistes sont également repris tels quels. Le besoin de positionner les cylindres extérieurs impose d'augmenter l'empattement, en particulier entre l'essieu porteur et les essieux moteurs, mais longueur inchangée de la chaudière se traduit par une réduction drastique du porte-à-faux du châssis supportant la boîte à fumée.
Ce qui rend ces locomotives uniques en leur genre est l'absence de bielle de liaison entre les deux essieux moteurs qui se traduit, dans les faits, par une qualité de roulement semblable aux locomotives à un essieu moteur mais avec la force de traction de deux essieux. Cherchant à supprimer cette pièce source de mouvements parasites, Webb choisit de compter uniquement sur les bielles d'attaque mises en mouvement par les cylindres. S'il était impossible que les deux roues tournent à des vitesses différentes, les trois cylindres se trouvant sur le même circuit de vapeur, le choix de ne connecter le système de changement de sens qu'aux cylindres HP pouvait donner lieu à des situations pittoresques au démarrage sur les différents modèles de Webb construits sans bielles d'accouplement : dans certains cas, en particulier lorsque la locomotive changeait de sens après une marche arrière, le cylindre basse pression continuait à propulser le premier essieu vers l'arrière alors que le second essieu tournait vers l'avant. Il semble dans les faits que cet incident soit rarement arrivé, survenant seulement lorsque l'équipe de conduite oubliait d'isoler le cylindre HP au moyen de la valve prévue à cet effet.
Les ateliers LNWR de Crewe, qui réalisent alors l'ensemble des locomotives de la compagnie, reçoivent en janvier 1882 la commande pour une locomotive prototype numérotée 66 et baptisée du nom d'Experiment. Deux commandes additionnelles sont passées en 1883 pour un total de 9 exemplaires et une dernière tranche de 20 machines est commandée en 1884. Fidèle à sa pratique de réutiliser les matricules et même les noms de baptême des locomotives radiées, le LNWR numérote l'ensemble des locomotives dans le désordre. Le second exemplaire, numéroté 300, est simplement baptisé Compound. Les autres porteront notamment des noms de planètes, de paquebots transatlantiques, d'animaux ou de figures de la mythologie grecque.
Comme l'ensemble des locomotives pour voyageurs du LNWR, leur tender est doté d'une écope pour prendre en marche de l'eau dans des bacs disposés entre les rails. Ce système permet d'éviter plusieurs arrêts en gare.
Tout juste sortie des chaînes de montage, la no 66 est mise en tête d’un express de Crewe à Liverpool composé de 19 voitures à essieux qu’elle parvient à remorquer facilement même lorsque la vapeur de l’autre locomotive est coupée dans la vallée de la Trent. Elle parcourt un total de 528 miles en deux jours avant de revenir à Crewe pour recevoir une première couche de peinture.

### Évolutions

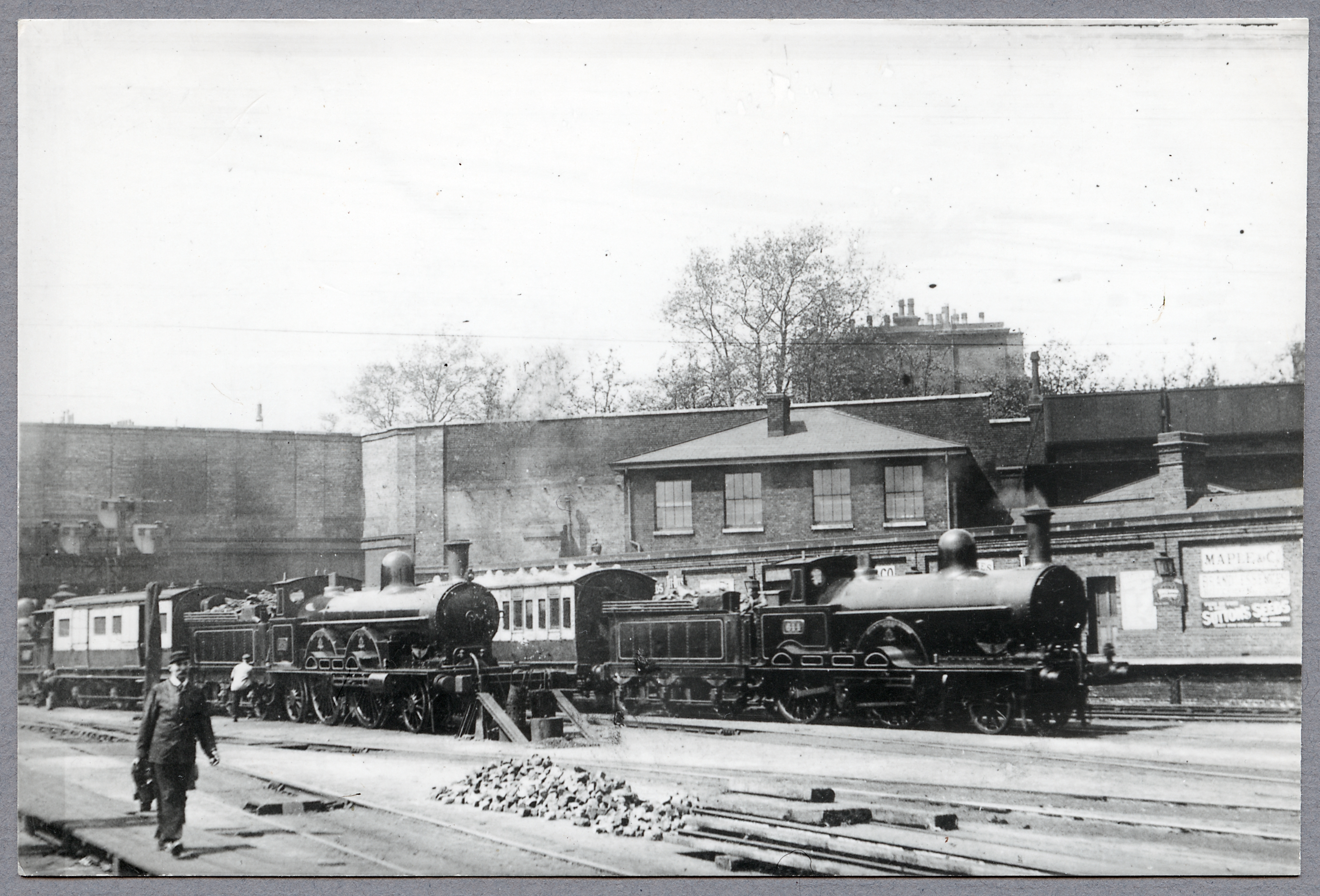
La Dreadnought no 644 Vesuvius et la Greater Britain no 525 Princess May côte à côte.

Afin de profiter pleinement des avantages du système compound, Webb met au point la classe Dreadnought qui combine une chaudière et des cylindres agrandis avec des roues motrices plus petites de 6 pouces. 30 Dreadnoughts sont livrées en 1884-1886 et 10 autres en 1888. Le développement final des Experiment a lieu sous la forme des 10 locomotives de la classe Teutonic associant la chaudière des Dreadnought à des roues de 2,16 m ainsi qu'une série de corrections.
En 1885-1887, Webb signe les plans de trois locomotive-tender prototypes employant le système à trois cylindres sans bielles de liaison entre les groupes HP et BP : une 1111T pour trains de banlieue dérivée de la classe 4ft 6in, une 1111T à grandes roues pour trains express et une 1120T pour trains de marchandises rapides. Face aux multiples problèmes inhérents à cette série, ces trois véhicules resteront sans lendemain mais les 121T à simple expansion de la classe 5ft 6in "Precursor Tank" seront en partie issues du second prototype.
L'ultime développement du système à trois cylindres par le LNWR donne lieu à deux séries très différentes qui se caractérisent par une très longue chaudière :
- Les classes Greater Britain et John Hick (10 exemplaires chacune) de disposition 1111 (avec bissel arrière) où une chambre de combustion supplémentaire est positionnée au milieu de la chaudière ;
- Les premières locomotives pour marchandises de disposition 040 — le prototype a deux cylindres à simple expansion tandis que les cent-onze locomotives de la classe A reviennent aux trois cylindres compound (avec des bielles ordinaires) mais suppriment la chambre de combustion médiane — qui évoluent ensuite vers les classes B (compound), C, D, E, G1 ainsi que d'autres machines à simple expansion et chaudière plus grande bâties par le LMS jusqu'en 1932 et dont les dernières roulent encore en 1960.

À partir de 1897, Webb décide d'utiliser une formule compound plus conventionnelle, avec quatre cylindres, signant notamment les plans des classes Jubilee et Alfred the Great dont la chaudière revient à des dimensions compactes proches de celle des Experiment ou Teutonic.

### Carrière et services effectués
Les Experiment sont affectées en priorité aux express de premier ordre dont le Scotch Express sur la West Coast Main Line, circulant surtout sur la section de Londres-Euston à Crewe où des locomotives à simple expansion comme les classe Waterloo prennent le relai jusqu'à Carlisle. Sur les trains les plus pesants, elles circulent en double traction ou assistées d'une locomotive moins puissante (une Precedent ou Waterloo voire une antique Problem à un essieu moteur). Avec l'alourdissement des trains, la situation s'inverse et ce sont des Experiment qui pilotent des locomotives plus puissantes comme des Greater Britain ou Jubilee. Elles tractent aussi sur le tard des trains de voyageurs locaux.
Mal-aimées en raison de leur fonctionnement compliqué, elles font néanmoins preuves de performances supérieures lorsqu'elles sont confiées aux mains d'un mécanicien "artiste". Rétrospectivement, leur conception est aussi critiquée pour le trop faible diamètre des cylindres haute pression et des passages de vapeur vers le cylindre central. Lors de la course vers le Nord (en) où le LNWR et le Great Northern rivalisaient dans la vitesse des express vers l'Écosse, ce sont des locomotives plus traditionnelles de la classe Improved Precedent qui battent les records jusqu'à ce qu'un déraillement en 1896 n'impose une restriction sur la vitesse des trains de passagers.
Tous les modèles à trois cylindres de Webb (sauf la classe A pour marchandises) sont prestement retirés de la circulation dès le remplacement de Francis Webb par George Whale (en) puis Charles Bowen Cooke (en). Whale réalisera quelques améliorations des locomotives les plus récentes à quatre cylindres, mais la décision finale sera de les convertir en véhicules à deux cylindres intérieurs en démontant les cylindres HP et leur mécanisme.
La no 305 "Trentham" est radiée en juin 1904, un an à peine après le départ de Webb. Fin septembre 1905, il n'en reste plus qu'une seule, la no 1120 "Apollo" qui est rayée des inventaires en décembre. Bien que plus nombreuses, les Dreadnought ont disparu légèrement plus tôt tandis que les Teutonic et Greater Britain s'éteignent en 1905-1907. La mise à la ferraille des John Hick et la transformation des dernières classe A en 1910-1912 rendent éteintes les locomotives à trois cylindres du LNWR ; aucune n'est préservée.
Le début du XXe siècle s'accompagne d'un alourdissement des trains dus à la multiplication des voitures à bogies combiné à une exigence croissante de vitesse et de ponctualité. Avant même de débuter la transformation en simple expansion des locomotives à bogie et quatre cylindres créées par Webb (classes Jubilee et Alfred the Great), George Whale met au point une 220 à simple expansion et cylindres intérieurs en 1904 pour la traction des trains les plus rapides et, l'année suivante, un dérivé de ce modèle avec trois paires de roues motrices (disposition Ten Wheel).
Le nom de ces deux séries nouvelles dont la carrière se poursuit au-delà des années 1930 est Precursor pour les locomotives à deux essieux et Experiment pour celles à trois essieux, effaçant symboliquement deux modèles emblématiques de Francis Webb.